# 深野義和
深野義和（ふかの　よしかず、1950年3月20日 - ）は日本の作詞家、作曲家、DJ、ミュージシャン。

## 人物
東京都杉並区出身・在住。法政大学法学部法律学科卒業。身長173cm。血液型O型。

## ディスコグラフィ

### シングル
- あなたを乗せない船/忘れかけてた1ページ
- 残された季節/セイラ
- 皐月/眩しさにめまいして
- 風信子どこへ/そよ風と共に
- 愛しすぎて/疾風より速く
- 終着駅ステーション/JOKE
- だからロンリー/あやまち
- ハッピー・エンドレス/銀世界
- 春夏秋冬 屋形船/あなたの歌を聞きたい
- 祭り太鼓の鳴る丘は/いい人探して
- 京都のホタル/ああ富士山

### アルバム
- YOSHIKAZU 1st MOVEMENT
- YOSHIKAZU 2nd MOVEMENT
- YOSHIKAZU 3rd MOVEMENT
- YOSHIKAZU 4th MOVEMENT
- 深野義和ベストアルバム
- ガラスの隠れ家

## 楽曲提供

### 作詞のみ
- 山本実枝「スウィート・ラブ」 - テレビドラマ「もう誰も愛さない」9話・10話 挿入歌（日本語版）
- シンシア 
  - 「FEEL ME」 - テレビドラマ「あなたが好きです」主題歌
  - 「THIS TIME」
  - 「RESCUE ME」
- 涼風真世「微笑みの足音」

他

### 作曲のみ
- 岩崎良美「IF・もしも」 - テレビドラマ「おれたち夏希と甲子園」主題歌
- 武田鉄矢
  - 「雲がゆくのは」 - アニメ映画「ドラえもん のび太と雲の王国」主題歌
  - 「夢の人」「世界はグー・チョキ・パー」 - アニメ映画「ドラえもん のび太と夢幻三剣士」主題歌
  - 「君は拍手をくれないか」 - 映画「プロゴルファー織部金次郎2」主題歌
- 柴田恭兵
  - 「ROLLIN DOWN」
  - 「ミスティ」
- 島津亜矢
  - 「雪待鳥〜絹の章〜」
- 神谷明
  - 「ミス・スニーカー」
  - 「家路スターダスト」

### 作詞/作曲
- 菅原洋一「あなたがすべて」
- 小川範子「8月のカレンダー」
- 神野美伽「春夏秋冬 屋形船」
- 金沢明子「心は360度」
- Nao&ヒューマンカンパニー「ヨコハマ物語」
- 大月みやこ
  - 「北の岬はおもいで岬」
  - 「夜の信濃川」
- 堤大二郎「彗星物語」
- 横山みゆき「少女の海」
- 真木由布子「釣り舟恋情話」
- ブラザース・フォー「泣かないでマリー」
- 井上和彦
  - 「PSアイラブユー」
  - 「夢蘭口紅」

### その他・楽曲提供
- 冬の鳥3部作 記念CD
- さよならは言わない（学芸高校）
- 海からの贈り物（畠山学園）

## メディア出演

### テレビ番組
- レッツゴーヤング（1983年5月15日、NHK総合）

### ラジオ
- 若いこだま（NHKラジオ第1）
- オールナイトニッポン（1978年10月 - 1988年3月、ニッポン放送）[1]
- 午前0時のカフェテラス（ラジオ日本）
- グッドナイト・ラブレター
- 歌謡曲でこんにちは
- こちらジャスコ放送局（新潟放送） - 19年担当
- スクリーム・ヤングスペース
- 深野義和ハッピー・メッセージ
- YOSHIKAZU愛の世界
- ポピュラー・リクエストアワー（JFN)[1]
- FMセレクション[1]
- ポップス・オン・CD
- FMナイトストリート
- 名曲アルバム
- ニュー・ディスク・プラザ
- コーセー歌謡ベスト10 → カウント・ダウン・ジャパン（1990年4月7日 - 2003年9月27日、TOKYO FM） - パーソナリティ